# Allison Dean
Allison Dean (Wichita, 1º giugno 1970) è un'attrice ed ex modella statunitense conosciuta principalmente per avere interpretato il ruolo di Patrice McDowell nel film Il principe cerca moglie.

## Biografia
Allison Dean nasce a Wichita in Kansas nel 1970 da una famiglia afroamericana. I nomi dei suoi genitori non sono noti. Prima di fare l'attrice di Hollywood, ha lavorato come modella. Tra gli altri film in cui ha recitato si citano: Ruby in paradiso, Cool as Ice, American Intellectuals.